# Bimaxillär
Bimaxillär (lat. bi „zwei“ und maxilla „Kiefer“) bedeutet, den Oberkiefer und Unterkiefer betreffend. 
Bei bimaxillären Abformungsverfahren werden Ober- und Unterkiefer gleichzeitig in einem Arbeitsgang abgeformt, wobei sich der Unterkiefer in Normalstellung zum Oberkiefer befindet. Sie wird deswegen auch mundgeschlossene Abformung genannt. 
Als bimaxilläre funktionskieferorthopädische Geräte (FKO) werden in der Kieferorthopädie Geräte  bezeichnet, die nahezu passiv und drucklos im Mund liegen und wirken, ohne selbst Kraft auszuüben. Ober- und Unterkiefer werden von einer einzigen Apparatur gefasst. Beispiele sind der Aktivator nach Andresen und Häupl, der Funktionsregler nach Fränkel sowie der Bionator nach Balters.
Es werden bimaxilläre kieferchirurgische Eingriffe beispielsweise bei Dysgnathieoperationen durchgeführt.